# Museu de Arte Contemporânea de Sorocaba
O Museu de Arte Contemporânea de Sorocaba - MACS é uma instituição privada municipal cultural, artística e educativa, espaço dinâmico e plural que prioriza a difusão das artes visuais. Seu acervo tem foco na arte contemporânea brasileira e abarca as mais variadas tendências artísticas e contemporâneas.   Localiza-se no edifício anexo à Estação Ferroviária de Sorocaba, na Avenida Afonso Vergueiro, 280, no Centro de Sorocaba, estado de São Paulo, Brasil..
O Museu de Arte Contemporânea de Sorocaba foi idealizado e fundado por Cristina Delanhesi no inicio dos anos 2.000, quando formou um grupo de empresários, artistas e pessoas da sociedade civil, que se uniram para criar um museu de arte dinâmico no interior do Estado de São Paulo. O museu é gerido pela AECA (Associação de Educação, Cultura e Arte), uma OSCIP- Organização Social Civil de Interesse Público, e conta com o apoio e parceria da Prefeitura Municipal de Sorocaba e da Secretaria Municipal de Cultura além da Secretaria de Estado da Cultura. O projeto prevê a ocupação do edifício,  através de um termo de cooperação técnica com a Prefeitura. O museólogo Prof. Dr. Fábio Magalhães é responsável pelo projeto museológico, foi o Diretor Artístico por mais de 15 anos e hoje faz parte do Conselho Curador do Museu, e o arquiteto Pedro Mendes da Rocha, foi o autor da primeira fase do projeto arquitetônico do museu.
O museu conta com duas salas expositivas: sala de exposições temporárias com 300 m²; e uma grade sala com 700 m² para exposições temporárias e que pode ser dividida em vários espaços. Na parte externa terá há espaço do Jardim de Esculturas, estacionamento, Café do Museu, além de espaço para atividades de arte educação e de áreas de lazer. O edifício tem ainda sala para administração, recepção, atendimento ao público, biblioteca, reserva técnica e um auditório com capacidade de 124 lugares, para eventos, seminários e conferências.
Em 2024, o Museu completou 20 anos de existência, com um histórico de dezenas de exposições, um acervo com mais de 750 obras, uma biblioteca com mais de 3.500 volumes e dezenas de milhares de visitantes. A instituição segue requalificando os galpões que ocupa e aprimorando a governança.
A Estação Ferroviária de Sorocaba foi inaugurada em 1875. A Estrada de Ferro Sorocabana teve grande importância para o desenvolvimento econômico de Sorocaba e do Brasil, principalmente entre o final do século XIX e o início do século XX. A Prefeitura de Sorocaba recebeu da antiga Rede Ferroviária Federal, em 2006, o direito de uso do prédio histórico e dos dois armazéns anexos.

## Ver Também
- Estação Sorocaba
- Sorocaba
- Lista de museus do Brasil